# The Naghash Ensemble

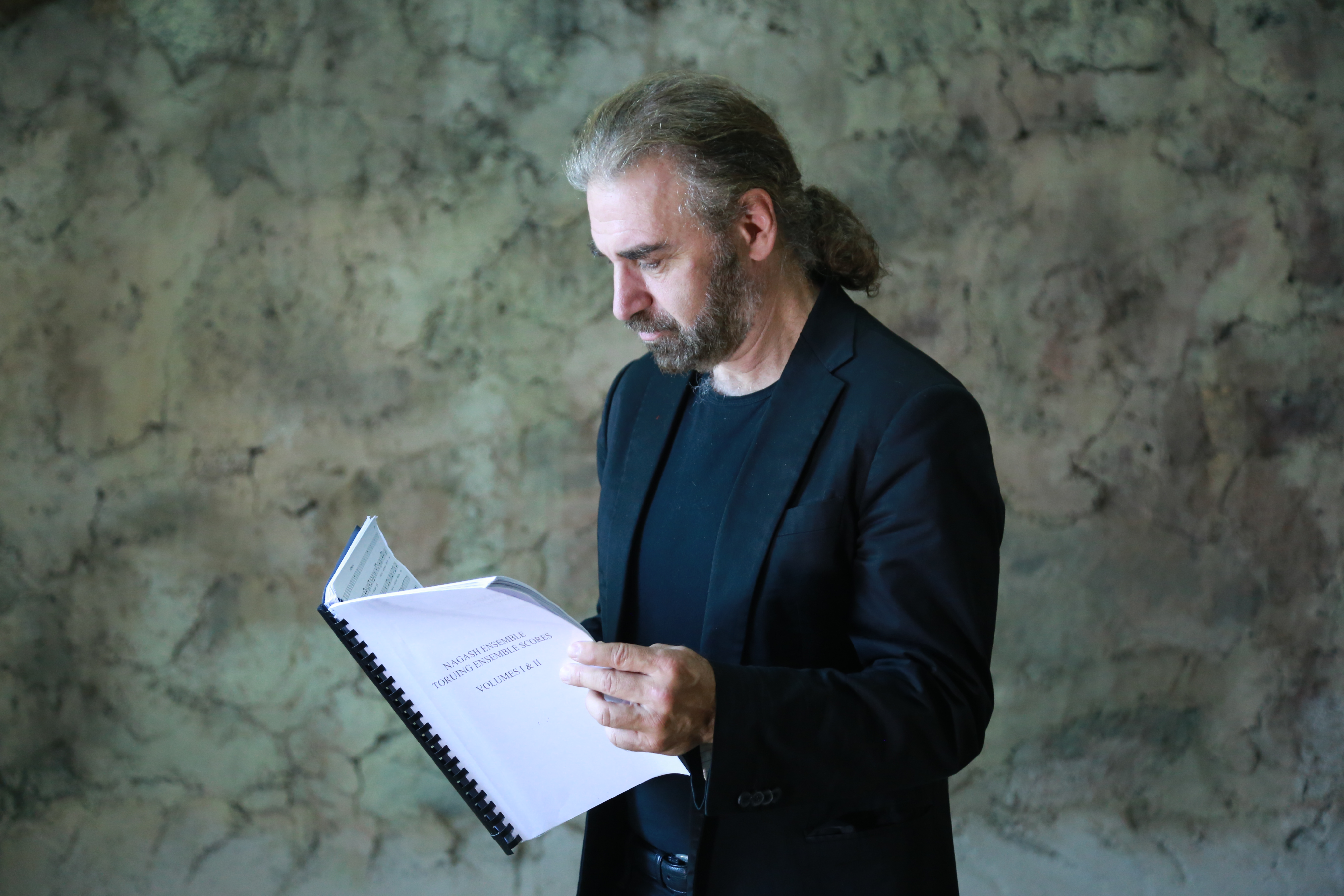
John Hodian in 2014

Het Naghash Ensemble is een hedendaags muziekensemble uit Armenië met drie vrouwelijke zangers, duduk, oud, dhol en piano. Ze brengen nieuwe muziek geschreven door de Armeens-Amerikaanse componist John Hodian op basis van heilige teksten van de middeleeuwse Armeense mystieke dichter en priester, Mkrtich Naghash . Beschreven als "Het geluid van het oude Armenië opnieuw uitgevonden voor de 21ste eeuw" door de Armeense componist Tigran Mansurian, combineert "Songs of Exile" van Hodian "de aardse spiritualiteit van het Armeense volkslied, nieuwe klassieke muziek, hedendaagse postminimalisme en de energie van rock en jazz ".

## Geschiedenis

### Inspiratie en tekst
In het boek bij de eerste cd van The Naghash Ensemble, "Songs of Exile, Volume I", beschrijft John Hodian de oorsprong van het ensemble. In 2006 had hij sopraan Hasmik Baghdasaryan middeleeuwse Armeense spirituele muziek horen zingen in de oude tempel van Garni, Armenië. Gefascineerd door het geluid van haar stem en de akoestiek van de tempel beloofde hij muziek te schrijven die dit geluid op een nieuwe manier zou gebruiken. Na een aantal jaren zoeken naar teksten waarvan hij dacht dat die overeenkwamen met de spirituele kwaliteit van de muziek die hij in zijn hoofd hoorde, vond hij een fragment van een gedicht geschreven door de 15-eeuwse Armeense dichter en priester Mkrtich Naghash. Het gedicht "Composed in Exile" gaat over de tragedie van het leven in ballingschap vanuit een Armeens perspectief. Mkrtich Naghash liet slechts 16 gedichten achter en John Hodian zette ze allemaal op muziek.
John Hodian is een afstammeling van genocide-overlevers.

### Instrumentatie
In 2010 richtte John Hodian The Naghash Ensemble op om "Songs of Exile" in première te brengen. Hij koos intuïtief de instrumentatie voor dit project en combineerde "formele elementen zoals piano en strijkers in balans met Armeense volksinstrumenten zoals dhol, duduk en oud". Aanvankelijk schreef hij de muziek voor vijf vrouwelijke vocalisten, duduk, oud, dhol en strijkkwartet. Voor de internationale tourversie van het ensemble hield hij de duduk, oud, dhol, beperkte de zangers tot drie en herschikte de snaarpartijen voor piano.
In december 2017 ging het Naghash Ensemble in première met een orkestrale versie van "Songs of Exile" in samenwerking met het SYOA-orkest in het Yerevan Opera Theater in Armenië. Deze orkestrale versie zorgt voor een samenwerking tussen The Naghash Ensemble en snaarsecties van elke grootte. De Europese première van dit project vond plaats op 2 augustus 2019 met het South Cezch Philharmonic op het Internationale Muziekfestival Český Krumlov.

### Touring
Sinds 2014 toert het ensemble regelmatig in Europa, waaronder optredens in Frankrijk, België, Nederland, Duitsland, Oostenrijk, Zwitserland, Italië, Letland, Litouwen en Armenië. Het ensemble speelt op klassieke muzieklocaties, sacrale muziekfestivals, wereldmuziekseries en rock- en jazzfestivals.
Hun concerten zijn beschreven als "een moment van gratie en meditatie" ( Rolling Stone ), "[een] heilige schoonheid die een mengeling van vreugde en extase oproept" (Trans Musicales) en "buitenlandse muziek en vertrouwd, aards en buitenaards". (WDR 3).

### Cd's en boeken
De eerste cd van het Naghash Ensemble, die het eerste deel van een triptiek "Songs of Exile" vormde, werd uitgebracht in 2014, gevolgd door de eerste internationale tournee van het ensemble. De tweede CD "Songs of Exile, Volume II: Credos & Convictions" volgde in 2016. De derde cd, "Songs of Exile, Volume III: Lamentations & Benedictions" zal eind 2019 worden uitgebracht.
Het Duitse radiostation BR Klassik beschrijft de tweede cd van het ensemble als een "kruising van klassieke muziek, jazz, folk en post-minimalisme", met "muziek die put uit oude en nieuwe werelden, uit alles wat John Hodian onderweg tegenkwam. van Philadelphia tot New York en Yerevan, en dat vormt zoiets als een muzikale thuis voor hem. Ze worden evenzeer beïnvloed door Bach, Steve Reich en Joni Mitchell, omdat het door de Armeense muziek is die hij opgroeide bij zijn ouders thuis." 

## Huidige leden
- Hasmik Baghdasaryan (sopraan)
- Tatevik Movsesyan (sopraan)
- Arpine Ter-Petrosyan (alt)
- Tigran Hovhannisyan (dhol)
- Aram Nikoghosyan (oud)
- Emmanuel Hovhannisyan (duduk)
- John Hodian (piano / componist)

## Discografie
- 2016. Songs of Exile, Volume II: Credos & Convictions. Beschikbare vormen muziek
- 2014. Liederen van ballingschap. Beschikbare vormen muziek